# Bernard Nowicki
Bp Bernard Nowicki – biskup Polskiego Narodowego Kościoła Katolickiego w USA i Kanadzie o polskich korzeniach, ordynariusz diecezji centralnej PNKK, proboszcz w katedrze św. Stanisława w Scranton.
Bernard Nowicki ukończył Seminarium Teologiczne im. Girolamo Savonaroli w Scranton, następnie przyjął święcenia kapłańskie. Na biskupa został wybrany podczas Nadzwyczajnego Synodu Polskiego Narodowego Kościoła Katolickiego w dniu 22 czerwca 2012 roku. Święcenia biskupie odbyły się w dniu 14 września 2012 roku w katedrze św. Stanisława w Scranton. Biskup Nowicki został wprowadzony w urząd jako dziewiąty ordynariusz diecezji centralnej PNKK, następnie w listopadzie 2012 roku objął dodatkowo probostwo w katedrze św. Stanisława w Scranton.
Biskup Bernard Nowicki jest żonaty, jego małżonka pochodzi z Dupont (Ohio).